# Enel Energia
Enel Energia S.p.A. è una azienda italiana che opera nel settore dell'energia elettrica e del gas naturale. È direttamente controllata da Enel, la più grossa azienda elettrica italiana.
Vende energia elettrica e gas naturale ai clienti del mercato libero, mentre la parallela Servizio Elettrico Nazionale è dedicata ai clienti in regime di maggior tutela.

## Storia
Nasce formalmente il 1º gennaio 2003 quando Enel Trade S.p.A. diventa Enel Energia S.p.A.. Successivamente le attività relative ai contratti di approvvigionamento di gas per le società del gruppo Enel sono state scisse e conferite a una nuova società denominata egualmente Enel Trade. Ha incorporato Enel Gas S.p.A. nel 2007.
Secondo l'ultimo bilancio Enel, ha 5.1 milioni di clienti nel mercato dell'energia elettrica e 3.2 milioni nel mercato del gas naturale.
Nel 2012 è stata inaugurata la sede centrale di Potenza, in via della tecnica, mentre la sede operativa è ancora nel Palazzo dell'Enel a Roma.

## L'offerta
Enel Energia propone una offerta sul libero mercato divisa in tre macro settori: Elettricità, Gas, Dual (contratti congiunti che permettono l'erogazione di luce e gas sottoscrivendo un unico contratto di fornitura).
L'offerta è proposta sia per il mercato residenziale attraverso i numerosi punti vendita presenti sul territorio  o il numero verde 800900860, sia per le aziende attraverso la rete di Key Account Manager.

## Principali azionisti e il consiglio di amministrazione
Enel Energia è una controllata del gruppo Enel S.p.A. e ha il seguente azionariato: 
- Enel, 42%
- Capitale flottante, 58%

Il gruppo Enel S.p.A. invece, ha come azionisti:
- Ministero dell'Economia e delle Finanze, 31%
- Blackrock, 3%
- Capitale flottante, 66%

## Controversie
Enel Energia è stata tra le principali ditte fornitrici di energia ad aver indotto i propri clienti, a loro totale insaputa, ad accettare variazioni contrattuali unilaterali, con aumenti delle tariffe fino a dieci volte superiori. Per questo motivo è stata multata dall'Autorità Garante della Concorrenza e del Mercato per 15 milioni di euro. 